# Wiedelah
Wiedelah ist ein Stadtteil der Kreisstadt Goslar im Landkreis Goslar, Niedersachsen, Deutschland. Der Stadtteil hat rund 1400 Einwohner.

## Geographie
Der Ort liegt an der Einmündung der Ecker in die Oker, östlich  des Harly-Walds in unmittelbarer Nähe zur Bundesautobahn A 36. Jenseits bzw. westlich der Autobahn liegt Vienenburg in etwa zwei Kilometer Entfernung.

## Geschichte
Zwischen 1292 und 1297 wurde Wiedelah als Wasserburg erbaut. Sie ersetzte die etwa 2 km nordwestlich gelegene 1291 durch Schleifung zerstörte Harlyburg, deren Steine für den Bau der Wasserburg verwendet wurden. Hier eignete sich die Lage für die Kontrolle der Handelsstraßen von Goslar nach Halberstadt sowie Goslar nach Braunschweig ähnlich gut.
Im Jahre 1312 wurde Wiedelah erstmals urkundlich erwähnt. 1341 wurde Wiedelah Sitz eines stifthildesheimischen Amts. Im Dreißigjährigen Krieg wurde Wiedelah 1626 durch den Feldherrn Wallenstein erobert.

### Eingemeindungen
Am 1. Juli 1972 wurde Wiedelah in die Stadt Vienenburg eingegliedert. Am 1. Januar 2014 erfolgte die Eingemeindung Vienenburgs nach Goslar.

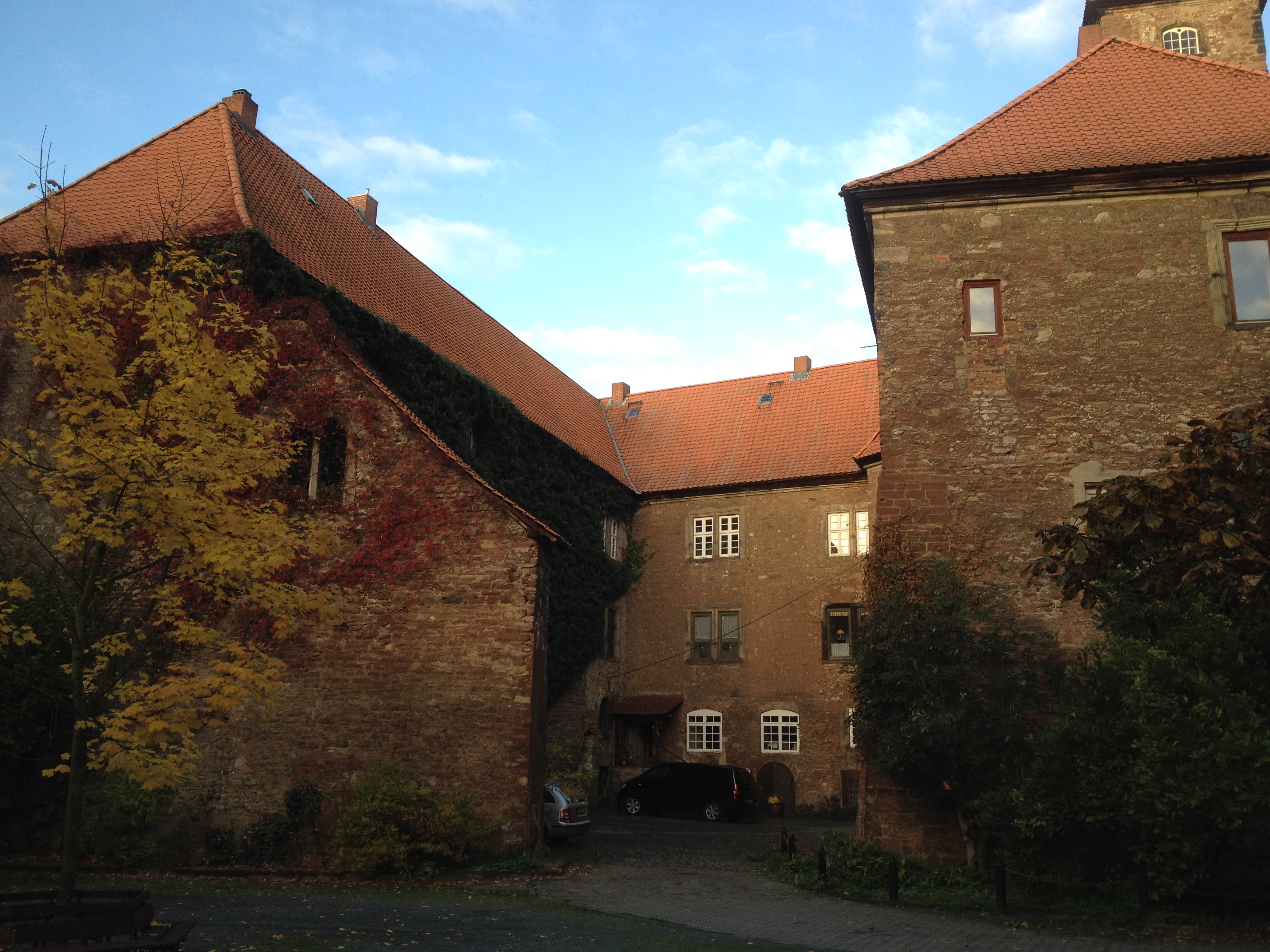
Burg Wiedelah
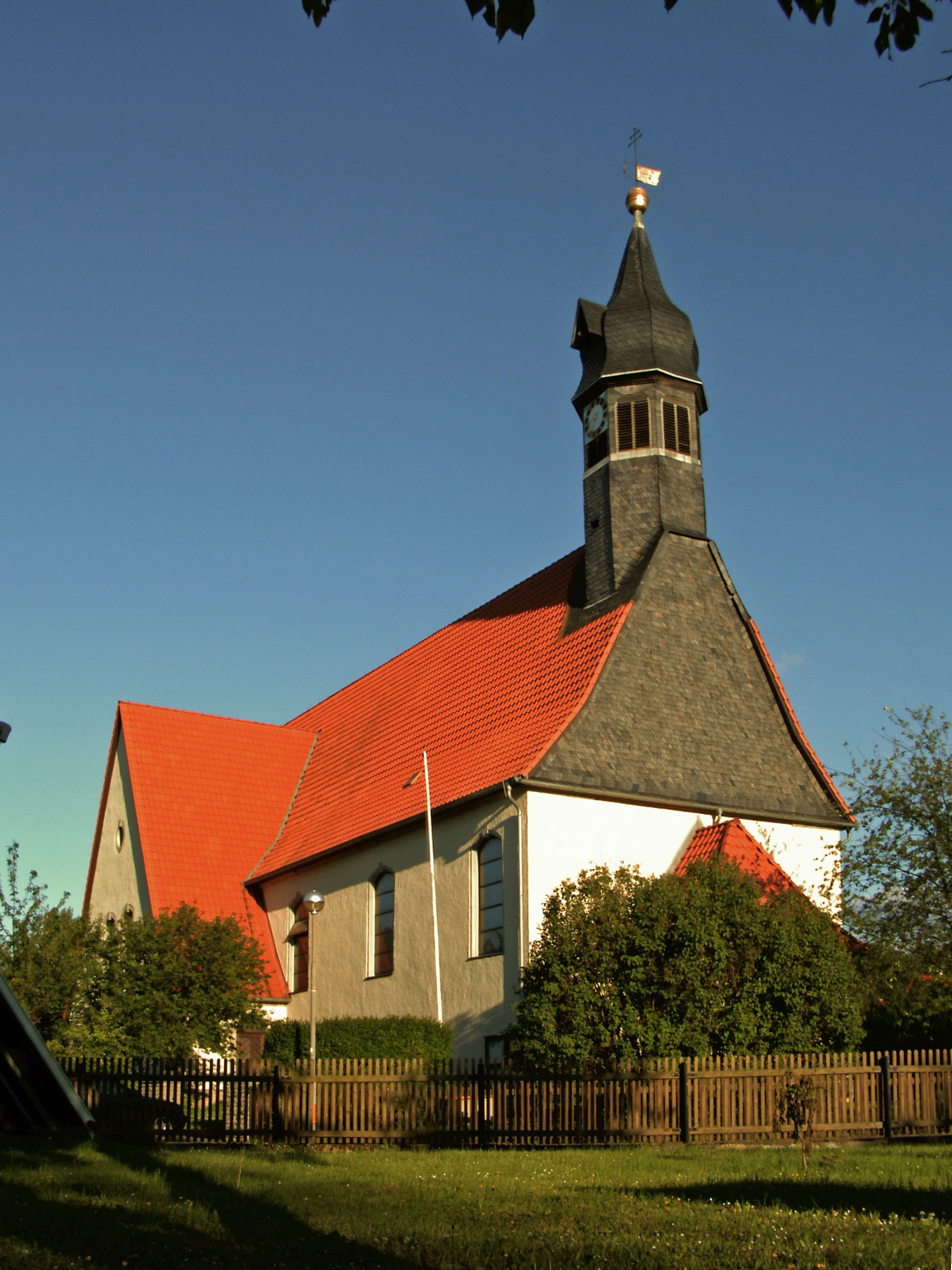
Katholische Kirche Mariä Himmelfahrt

### Einwohnerentwicklung
| Entwicklung | Jahr | Einwohner |
| --- | ---- | --------- |
| Hier fehlt eine Grafik, die leider im Moment aus technischen Gründen nicht angezeigt werden kann. Wir arbeiten daran! |      |           |
| 2013 | 1436 |           |
| 2016 | 1393 |           |
| 2017 | 1392 |           |
| 2018 | 1379 |           |
| 2013 zum 7. Januar 2014, ansonsten jeweils zum 31. Dezember des Jahres Quelle:                                        |      |           |

## Politik

### Stadtrat und Bürgermeister
Auf kommunaler Ebene wird Wiedelah vom Stadtrat aus Goslar vertreten.

### Ortsvorsteher
Der Ortsvorsteher von Wiedelah ist Klaus-Ulrich Bock.
(Stand: Kommunalwahl 2021)

### Wappen
| Wappen von Wiedelah | Blasonierung: „Gespalten von Gold und Rot; belegt mit einem Lilienzepter in verwechselten Farben.“ |
| Wappen von Wiedelah | Wappenbegründung: Wiedelah gehörte jahrhundertelang zum Hochstift Hildesheim und war Sitz eines fürstbischöflichen Amtes. Daran erinnert der als Lilienstab gestaltete Amtsstab, der im gold-roten Hildesheimer Stiftsschild steht. Das Wappen lehnt sich an ein Siegel des Amtes Wiedelah von 1751 an. Das Wappen wurde vom Heraldiker Philipp Schmidt gestaltet, am 1. Juni 1965 vom Gemeinderat beschlossen und am 6. August 1965 durch den braunschweigischen Verwaltungspräsidenten genehmigt. |

## Persönlichkeiten
Söhne und Töchter des Ortes
- Birgit Arnold (* 1951), Historikerin, Politikerin (FDP/DVP) und Landtagsabgeordnete in Baden-Württemberg
- Hubert Mania (* 1954), Autor und Übersetzer
- Hans-Georg Musmann (* 1935), Elektrotechniker, Entwickler des  Audiocodierstandards MP3